# Lastreopsis kermadecensis
Lastreopsis kermadecensis là một loài dương xỉ trong họ Dryopteridaceae. Loài này được Perrie & Brownsey mô tả khoa học đầu tiên năm 2012.
Danh pháp khoa học của loài này chưa được làm sáng tỏ. 